# Си Чуань
Си Чуань (кит. трад. 西川, пиньинь Xī Chuān, настоящее имя — Лю Цзюнь кит. трад. 刘军, пиньинь Liú Jūn); р. 1963 в городе Сюйчжоу в провинции Цзянсу) — китайский поэт и писатель.

## Биография
С 1981 по 1985 год изучал классическую китайскую литературу и английских романтиков в Пекинском университете, где по окончании учёбы получил степень бакалавра. В университете дружил с поэтами Хай Цзы (Hai Zi) и Ло И-Хэ (Luo Yihe), в частности, в студенческие годы их называли «тремя мушкетерами». После самоубийства Хай Цзы в марте 1989 года Си Чуань собрал и издал собрание его сочинений. В мае того же года погиб его друг Ло И-Хэ, а в 1991 году закончил жизнь самоубийством ещё один его университетский товарищ — поэт Е Май (Ge Mai).
На раннюю поэзию Си Чуаня повлиял Ли Бо. К концу 1980-х годов Си Чуань считался приверженцем «чистой поэзии» («poésie pure»), которую поэты пекинского университета понимали не как таковую, что тяготеет к самореференционности языка, но как поэзию логичности и недвусмысленности. События на площади Тяньаньмэнь в июне 1989 года считают одной из тех причин, из которых Си Чуань стал делать упор на необходимости «возвращения к реальности» и отказался от «возвышенного» стиля поэзии на пользу поэзии «дилемм, парадоксов и противоречий».
После завершения обучения в течение восьми лет работал редактором в журнале «Huangqiu» («Globe Monthly»). В 1988 году вместе с друзьями основал журнал «Тенденция» (Qingxiang), который был запрещен после трёх выпусков. С 1990 по 1995 год был редактором неофициального журнала «Xiandai Hanshi», в котором печатались стихи современных китайских поэтов.
В 2002 году принял участие в писательской программе Университета Айовы. В 2007 году Си Чуань был приглашенным профессором в в Нью-Йоркском Университете, а два года спустя, в 2009, работал в Университете Виктории в Канаде.
Вместе с поэтом Тан Сяоду (??) издавал журнал современной мировой поэзии. В 2009 году был куратором проекта «Плакатной поэзии в городе» во время Франкфуртской книжной ярмарке. Преподает классическую китайскую литературу в Центральной академии изящных искусств в Пекине. Переводил китайской Хорхе Луиса Борхеса, Эзру Павнда, Томаса Транстремера и Улофа Х. Хауге.

## Рецепция произведений
Театральный режиссёр Мэн Цзинхуей создал экспериментальную спектакль по серии стихотворений Си Чуаня «Цветы в зеркале, луна в воде», которая была показана на тридцать пятом Международном фестивале «Сервантино» в Мехико. В 2005 году итальянский художник Марко Нерео Ротелли на Венецианском биеннале создал инсталляцию, использовав двенадцать стихотворений двенадцати поэтов, среди которых, в частности, были произведения Адониса, Ива Бонфуа, Тадеуша Ружевича и Си Чуаня.

## Сборники
- 1991 — Zhonguo de meigui (кит. 中国玫瑰, Китайская роза)
- 1992 — Zhijing (Салют)
- 1994 — Dayi Ruci (кит. 大意如此, Сущность значение)
- 1997 — Xugou de Jiapu (кит. 虚构的家谱, Придуманное происхождения)
- 1997 — Yinmi de huihe (Тайная встреча)
- 1999 — Ying de Huayu (То, что говорит орел)
- 2001 — Shui zi (кит. 水渍, Пятно воды)
- 2006 — Shen qian (кит. 深浅, Глубокая мель)
- 2008 — Geren Haowu (Личные предпочтения)

## Премии
- 1994 — Премия современной китайской поэзии
- 2001 — Литературная премия Лу Синя